# フウライカジキ
フウライカジキ（風来舵木、学名 Tetrapturus angustirostris） は、スズキ目マカジキ科に分類される魚の一種。インド太平洋暖海域に分布する小型・外洋性のカジキである。日本での地方名としてスギヤマ（東京）などがある。

## 概要

### 形態

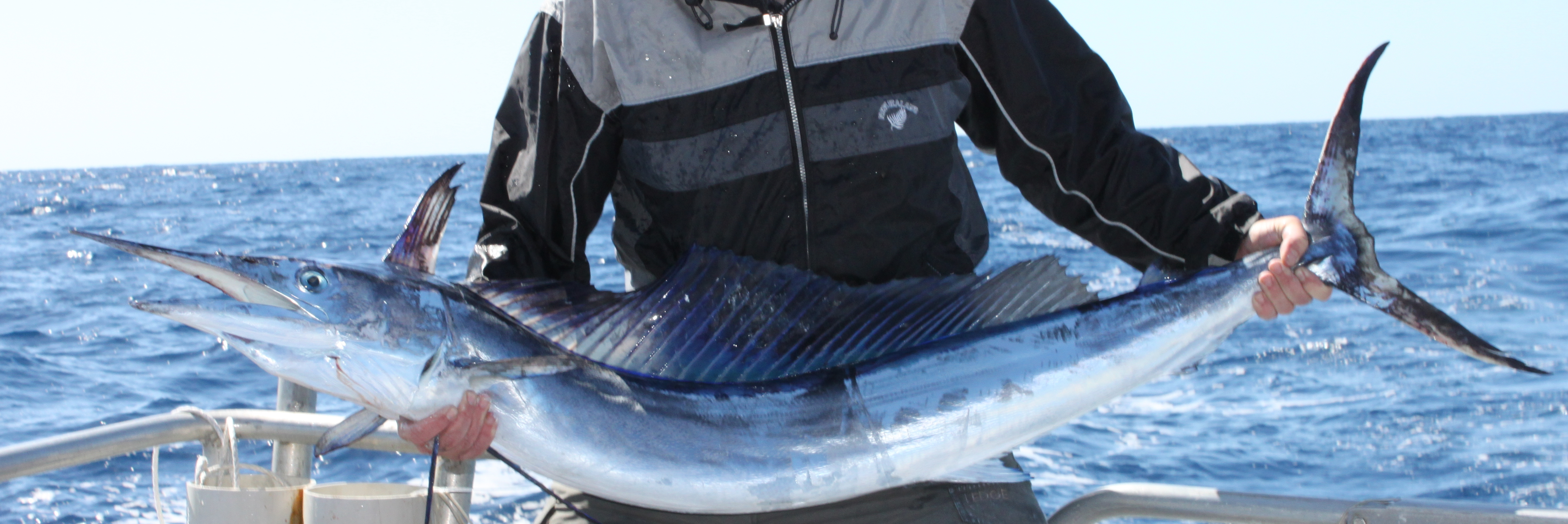
釣り上げられたフウライカジキ（11.35kgの個体）
2010年3月、ニュージーランドのグレートバリア島沖にて捕獲された

成魚は全長2mほど。カジキ類としては吻が短く、英名"Shortbill spearfish"（短い嘴のカジキ）はここに由来する。体は前後に細長く、体高は低い。胸鰭は腹鰭より短い。第一背鰭は基底が前後に長くて広いが、バショウカジキほど長大ではない。小型で吻が短く細長い外見から、他のカジキ類とは区別し易い。

### 生態
インド太平洋の熱帯・亜熱帯域に広く分布し、稀に喜望峰を回り大西洋へ抜ける個体もいる。日本では本州中部以南の暖流に面した海域に出現する。外洋表層を回遊し、日本近海産カジキ類の中ではクロカジキと並んで外洋性が強い。産卵期は冬で、水温25℃前後の暖海域で産卵する。

### 人との関わり
本種を特に狙う漁業はなく、マグロ延縄や曳縄（トローリング）で混獲される。日本産カジキ類では最も不味いとされ、他のカジキ類と比べて漁業価値は低いが、魚肉練り製品の原料として利用されることがある。